# Бернард Корлеонський
Бернард з Корлеоне (в миру Филип Латіні, 1605, Корлеоне, Сицилія, Італія — 1667, Палермо, Сицилія, Італія) — францисканський сицилійський монах, католицький святий з Італії.

## Життєпис
Бернард Латіні (в миру Филип) народився у 1605 році в Корлеоне на Сицилії. За природою був дуже емоційною і неврівноваженою людиною. Одного разу, в запалі суперечки, важко поранив свого супротивника. Усвідомивши свою провину, вирішив з допомогою Божої благодаті змінити своє життя. Вступив до ордену Капуцинів, де як чернець вів суворе життя покути, молитви, покори і любові до ближнього. Помер у 1667 році в Палермо.